# Lalevići
Lalevići este un sat din comuna Danilovgrad, Muntenegru. Conform datelor de la recensământul din 2003, localitatea are 154 de locuitori (la recensământul din 1991 erau 149 de locuitori).

## Demografie
În satul Lalevići locuiesc 107 persoane adulte, iar vârsta medie a populației este de 37,1 de ani (35,9 la bărbați și 38,1 la femei). În localitate sunt 47 de gospodării, iar numărul mediu de membri în gospodărie este de 3,28.
Populația localității este foarte eterogenă.
|  |

| Demografie | Demografie | Demografie |
| An         | Locuitori  | Locuitori  |
| ---------- | ---------- | ---------- |
|            |            |            |
|            |            |            |
|            |            |            |
|            |            |            |
| 1948       | 115        |            |
| 1953       | 116        |            |
| 1961       | 129        |            |
| 1971       | 127        |            |
| 1981       | 147        |            |
| 1991       | 149        | 148        |
| 2003       | 156        | 154        |

| \| Componența etnică conform recensământului din 2003[2] \| Componența etnică conform recensământului din 2003[2] \| Componența etnică conform recensământului din 2003[2] \| Componența etnică conform recensământului din 2003[2] \| Componența etnică conform recensământului din 2003[2] \| \| ----------------------------------------------------- \| ----------------------------------------------------- \| ----------------------------------------------------- \| ----------------------------------------------------- \| ----------------------------------------------------- \| \| \| \| \| \| \| \| Muntenegreni \| Muntenegreni \| \| 81 \| 52,59% \| \| Sârbi \| Sârbi \| \| 62 \| 40,25% \| \| necunoscută \| necunoscută \| \| 2 \| 1,29% \| |              |  |    |        |
| Componența etnică conform recensământului din 2003 |              |  |    |        |
| |              |  |    |        |
| Muntenegreni | Muntenegreni |  | 81 | 52,59% |
| Sârbi | Sârbi        |  | 62 | 40,25% |
| necunoscută | necunoscută  |  | 2  | 1,29%  |